# Prolégomènes
Prolégomènes est un nom commun, toujours au masculin pluriel, désignant une longue introduction placée en tête d'une démonstration ou d'un ouvrage. Ce mot peut aussi s'appliquer à l'exposé de l'ensemble des notions préliminaires à une science.

## Étymologie
Ce terme est issu du grec pro, « devant, avant » et de legein, « dire » et signifie « ce qui est dit avant ».

## Ouvrages
- En 1377, Ibn Khaldoun publie ses prolégomènes, Al Muqaddima ;
- En 1658, Pierre Gioffredo publie son ouvrage Nicaea civitas sacris monumentis illustrata dont la première partie s'intitule Prolegomena : Niciensis urbis, dioecesis, comitatus noticia [« Prolégomènes : Notice sur la ville de Nice, son diocèse, son comté »]  ;
- En 1783, Kant publie les Prolégomènes à toute métaphysique future qui pourra se présenter comme science ;
- En 1827, Pierre-Simon Ballanche publie des Prolégomènes pour sa Palingénésie sociale ;
- Vers 1840, Franz Liszt compose les Prolégomènes à la Divine Comédie, catalogue S 158b (annexe aux 3 Sonnets de Pétrarque version initiale, 1844-45, S 158 ; 2e version de Après une lecture du Dante - Fantasia quasi sonata, dans les Années de pèlerinage, 2e année, Italie) ;
- En 1908, l'égyptologue Émile Amélineau publie Prolégomènes à l'étude de la religion égyptienne ;
- En 1933, Alfred Korzybski, philosophe et scientifique, publie Science and Sanity: An Introduction to Non Aristotelian Systems and General Semantics. Cet ouvrage est traduit en français sous le nom Une carte n'est pas le territoire : Prolégomènes aux systèmes non aristotéliciens et à la sémantique générale ;
- En 1945 André Breton publie des Prolégomènes à un troisième manifeste du surréalisme ou non ;
- En 1986, le philosophe et phénoménologue Jean-Luc Marion publie Prolégomènes à la charité ;
- En 1996, Jean Aubert publie son recueil de poèmes Prolégomènes à la nuit ;
- En 2002, Eduardo Colombo publie Prolégomènes à une réflexion sur la violence ;
- En 2012, Jacques Derrida, Histoire du mensonge : Prolégomènes, aux éditions Galilée. Ce texte est toutefois issu d'une conférence donnée en avril 1997 au Collège international de philosophie. Il a été traduit en anglais en 2002, puis publié en 2004 en français dans le Cahier de l'Herne Jacques Derrida, dirigé par Marie-Louise Mallet et Ginette Michaud ;
- En 2012, Benjamin Loiseau, architecte, publie  Less is too much ? : Vertige du vide chez Ludwig Mies van der Rohe et prolégomènes insurrectionnels urbains.